# Milagainiai

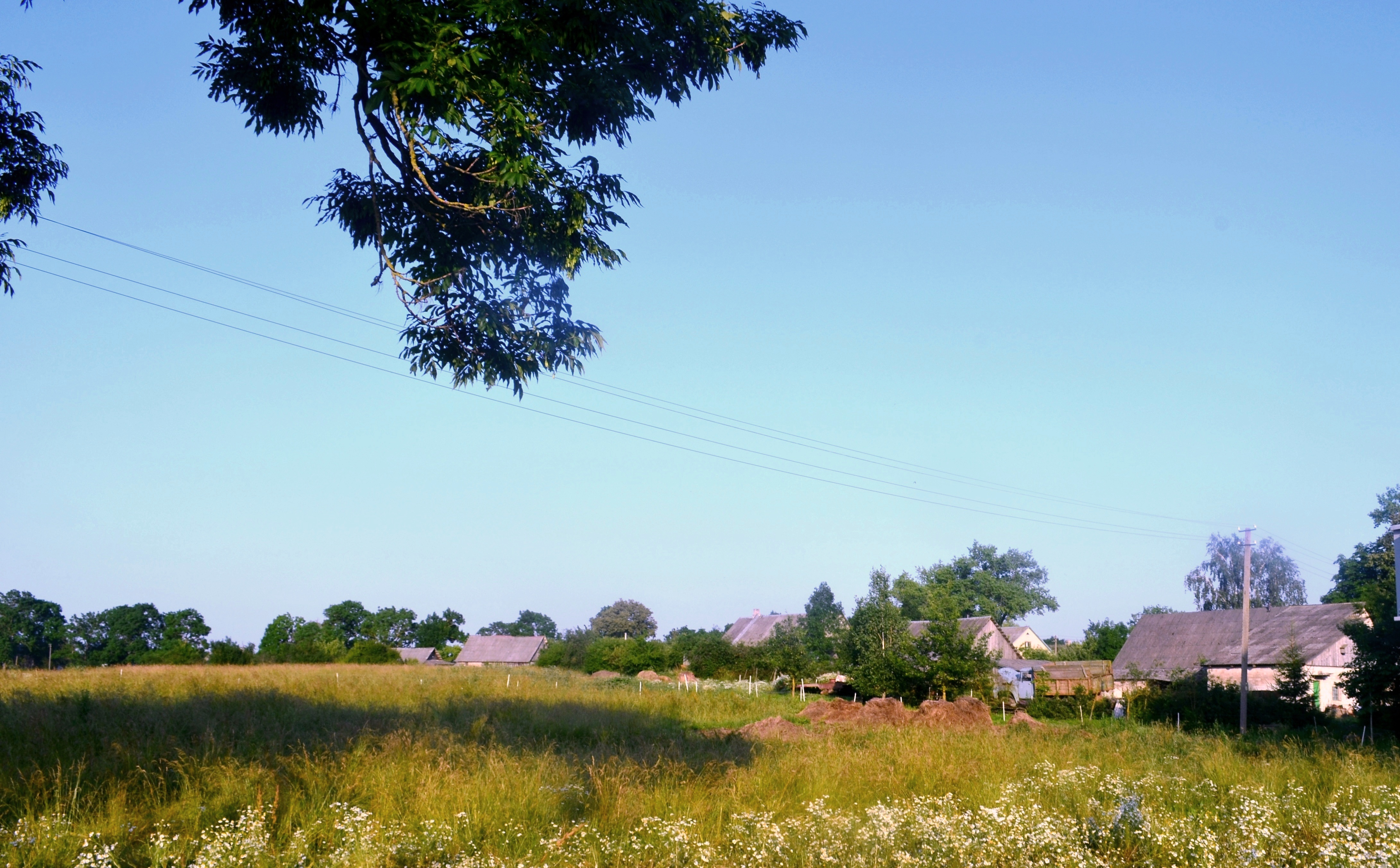
Milagainiai

Milagainiai (Milagáiniai) ist ein Dorf mit 86 Einwohnern (Stand 2011) in Litauen, in der Rajongemeinde Jonava, im Amtsbezirk Šilai, 4 km westlich von Panoteriai. Es ist das Zentrum des Unteramtsbezirks Milagainiai (lit. Milagainių seniūnaitija). Im Dorf wächst der Baum Žvėgždos kriaušė (dt. 'Žvėgžda-Birne'), ein Naturdenkmal. Der Gutshof Milagainiai ist ein Kulturdenkmal.
Im Jahr 1959 hatte der Ort 98 Einwohner.